# 余大雄
余 大雄（よ だいゆう、1888年 – 1938年〈民国27年〉10月17日）は、中華民国のジャーナリスト・官僚。大雄は筆名。名は洵 、字は穀民。他の筆名に脚編輯などもある。上海で新聞の『神州日報』や『晶報』を運営し、ジャーナリズム界重鎮となる。後に中華民国維新政府に参加したが、まもなく暗殺された。

## 事績

### 上海メディア界の重鎮
1912年（民国元年）、『民声報』・『民報』・『神州日報』で記者となる。その傍ら、日本へ留学し、1914年（民国3年/大正3年）に早稲田大学大学部政治経済学科を卒業した。同年、『大共和日報』編輯長に転じ、1916年（民国5年）には『新聞報』記者となる。1917年（民国6年）、上海の新聞『神州日報』で経理兼編輯長となった。
1919年（民国7年）3月3日、余大雄は『神州日報』の附録として、新たに『晶報』という「小報」（タブロイド紙の類）を創刊した。編集方針は、「大報」（一般紙の類）では報道しにくい芸能や政界スキャンダルの報道を中心とすることにあった。『晶報』は好評で売り上げを伸ばし、本体にして「大報」である『神州日報』と地位が逆転するまでに至った。この成果により、余は上海メディア界で急速に台頭していったという。また、余は『神州日報』について上海日本領事館に登記を行っていたためか、すでにこの当時から紙面に日本弁護の論調があり、親日派の新聞（人）と現地では目されていたとされる。上海へ旅行に来た芥川龍之介や谷崎潤一郎とも会談し、案内や取材をしたりなどしている。

### 維新政府への関与と死
1938年（民国27年）頃から、梁鴻志らが華中での親日政権樹立活動を開始し、同年3月28日に中華民国維新政府が成立することになる。この際に余大雄は、維新政府樹立の準備活動に深く関与した。
まず、上海ジャーナリズム界に影響力を持つ王子恵・沈能毅・夏奇峯・王西神と共に、新政権の宣伝・広報を担う中央機関の創設を梁や日本側に提案したという。なお、日本側からは上海特務機関の堂ノ脇光雄、同盟通信社中南支総局華文部長の奥宮正澄が加わり、7人で発起人となっている。こうして維新政府成立前の2月15日に、中華聯合通訊社（通称「中聯社」）が上海に設立された。
また、余大雄は在上海広報官（日本語・英語担当）をつとめ、維新政府設立に関する記者団対応に従事した。維新政府が正式に成立した後の4月1日、余大雄は実業部（部長：王子恵）で参事に任命された。
しかし、余大雄は元来から親日派新聞人として広範に知られていたためか、蔣介石国民政府の特務機関により迅速に、かつ、執拗に襲撃されることになった。同年6月11日、上海共同租界で銃撃を受けて脚を負傷する。更に10月17日、市内の虹口新亜ホテルで就寝中、凶器で滅多切りとなり殺害された。享年51。余が暗殺されたために、中聯社の組織・活動は停滞を余儀なくされたという。